# 양천향교 터
양천향교(陽川鄕校)는 서울특별시 강서구 가양동에 있는 향교이다. 1990년 6월 18일 서울특별시의 기념물 제8호 양천향교터로 지정되었다.
조선 태종 11년(1411년)에 만들어졌으며, 현재 서울에 남아있는 유일한 향교이다. 이름 때문에 양천구에 위치한 것으로 오해할 수 있으나, 실제로는 강서구 가양동에 위치하고 있다. 인근에 위치한 서울 지하철 9호선 양천향교역 역시 이 곳의 이름을 따서 제정되었다.

## 개요
향교는 공자와 여러 성현께 제사를 지내고 지방민의 교육과 교화를 위해 나라에서 세운 교육기관이다.
양천향교는 조선 태종 11년(1411)에 처음 지었으며, 최근인 1981년에 전면 복원하였다. 지금 남아 있는 건물로는 제사 공간인 대성전, 교육 기능을 수행하는 강당인 명륜당, 학생들의 기숙사인 동재·서재, 내삼문, 외삼문 등이다. 대성전의 안쪽에는 공자를 중심으로 그의 제자들과 중국과 우리나라의 성현의 위패를 모시고 있다. 조선시대에는 나라에서 토지와 노비·책 등을 지원받아 학생들을 가르쳤으나, 지금은 교육 기능은 없어지고 제사 기능만 남아 있다.
양천향교는 전국 234개 향교 중 서울에 있는 유일한 향교이다.

## 내부시설
- 명륜당
- 전사지
- 대성전
- 동재
- 서재
- 내삼문
- 외삼문

## 교통
- ● 서울 지하철 9호선 양천향교역

## 참고 자료
- 양천향교 터 - 국가유산청 국가유산포털